# Вајдејлија (Џорџија)
Вајдејлија (енгл. Vidalia) град је у америчкој савезној држави Џорџија. По попису становништва из 2010. у њему је живело 10.473 становника.

## Демографија
Према попису становништва из 2010. у граду је живело 10.473 становника, што је 18 (0,2%) становника мање него 2000. године.
| Група             | 2000.         | 2010.         |
| Белци             | 6.129 (58,4%) | 5.474 (52,3%) |
| Афроамериканци    | 3.869 (36,9%) | 4.267 (40,7%) |
| Азијати           | 93 (0,9%)     | 145 (1,4%)    |
| Хиспаноамериканци | 340 (3,2%)    | 479 (4,6%)    |
| Укупно            | 10.491        | 10.473        |